# مؤسسه هنر مینیاپولیس
مؤسسه هنر مینیاپولیس (به اختصار انگلیسی میا)، که قبلاً مؤسسه هنرهای مینیاپولیس نامیده می‌شد، موزه‌ای از هنرهای زیبا می‌باشد که در شهر مینیاپولیس، در ایالت مینه‌سوتا، در کشور ایالات متحده واقع شده‌است. این موزه در پردیسی در بر گیرنده هشت هکتار (سی و دو هزار متر مربع) که قبلاً پارک موریسون نامیده می‌شد ساخته شده‌است. بازدید از این موزه به عنوان موزه تحت حمایت دولت مجانی است مگر برای نمایشگاه‌های ویژه. عکس برداری از مجموعه‌های موزه برای استفاده شخصی یا آدادمیک در این موزه آزاد است.

## مجموعه‌ها
میا مجموعه‌ای از تقریباً ۸۰٬۰۰۰ شئ هنری را که در برگیرندهٔ بازهٔ تاریخی ۵ هزار ساله تاریخ و هنر از کل دنیا می‌باشد. مجموعه گردآوری شده شامل است بر نقاشی‌ها، عکس‌ها، چاپ‌ها و طراحی‌ها، پارچه‌ها، معماری‌ها، و هنرهای تزئینی می‌باشد. مجموعه‌هایی از هنر آفریقا، اقیانوسیه، آمریکا، و بویژه مجموعه آسیایی که یکی از بهترین مجموعه‌های آسیایی می‌باشد در میا جمع‌آوری شده‌است. بخش کوچکی از این موزه به هنر اسلامی تعلق دارد که در بر گیرنده آثاری از شهر کاشان در کشور ایران، آثاری از کشور ترکیه و سایر نقاط خاورمیانه می‌باشد.

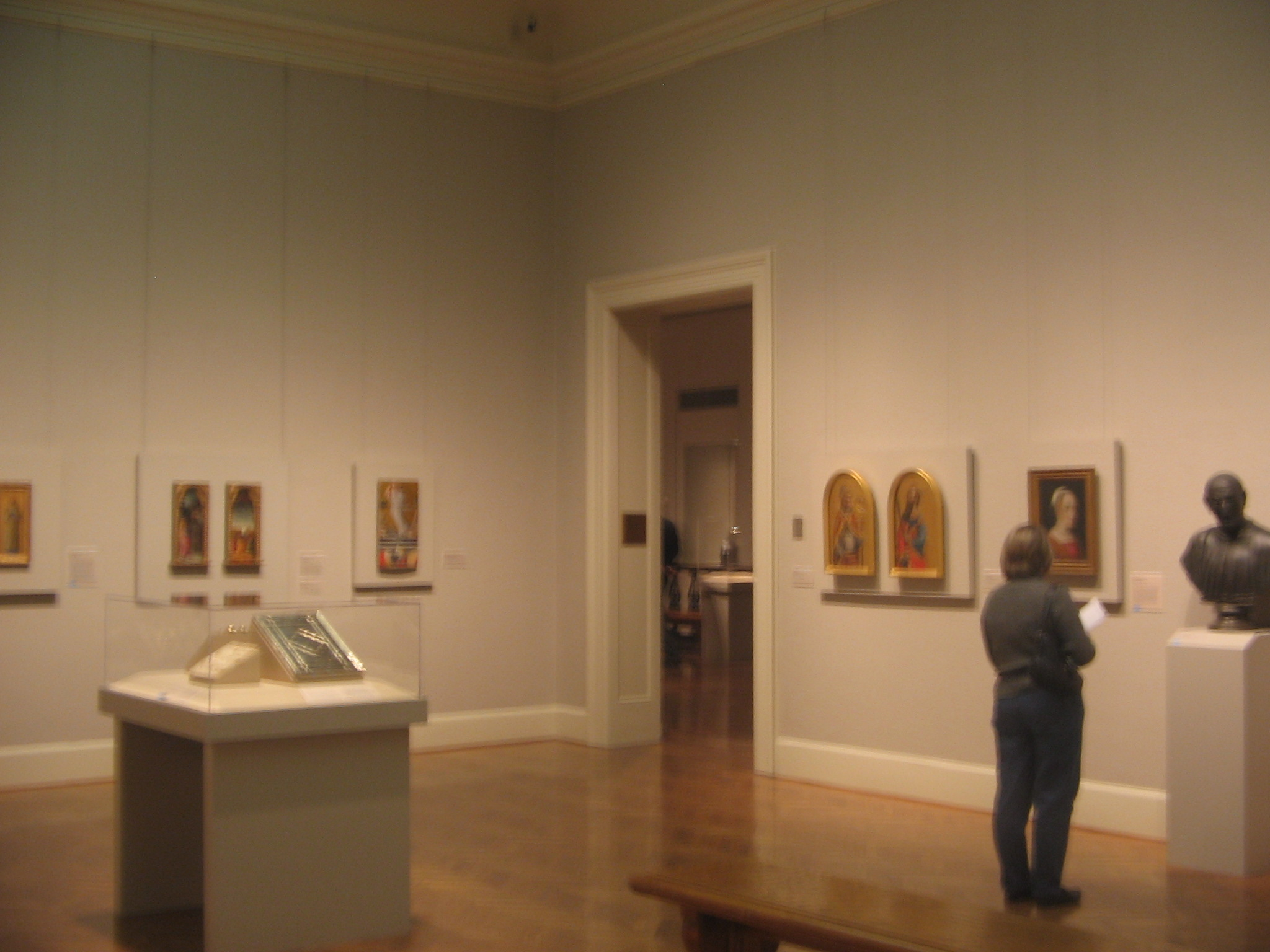
یکی از گالری‌های میا.

## نگارخانه

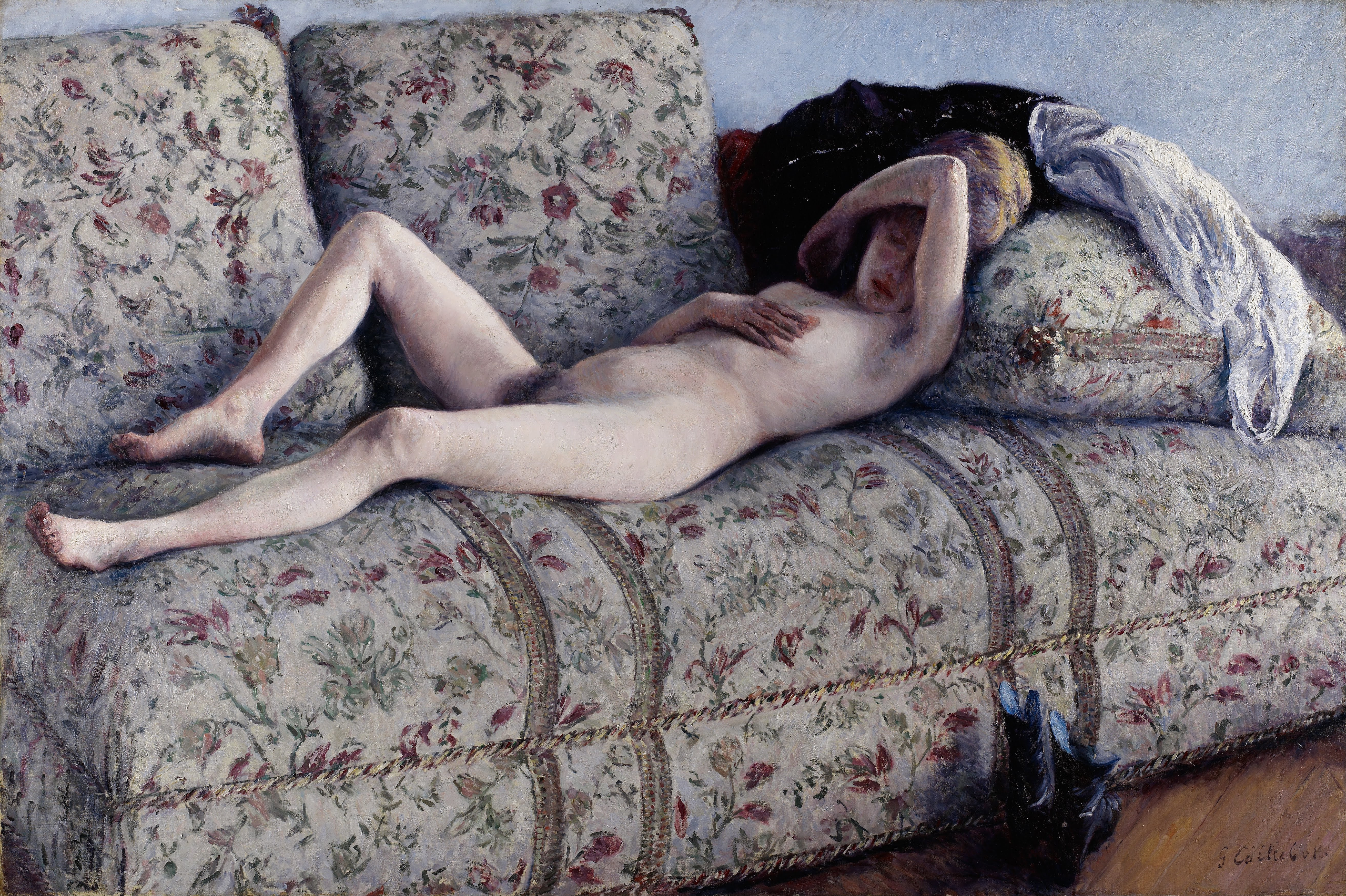
برهنهٔ لمیده بر روی مبل راحتی بین ۱۸۷۵ تا ۱۸۸۵ م. اثر گوستاو کایبوت
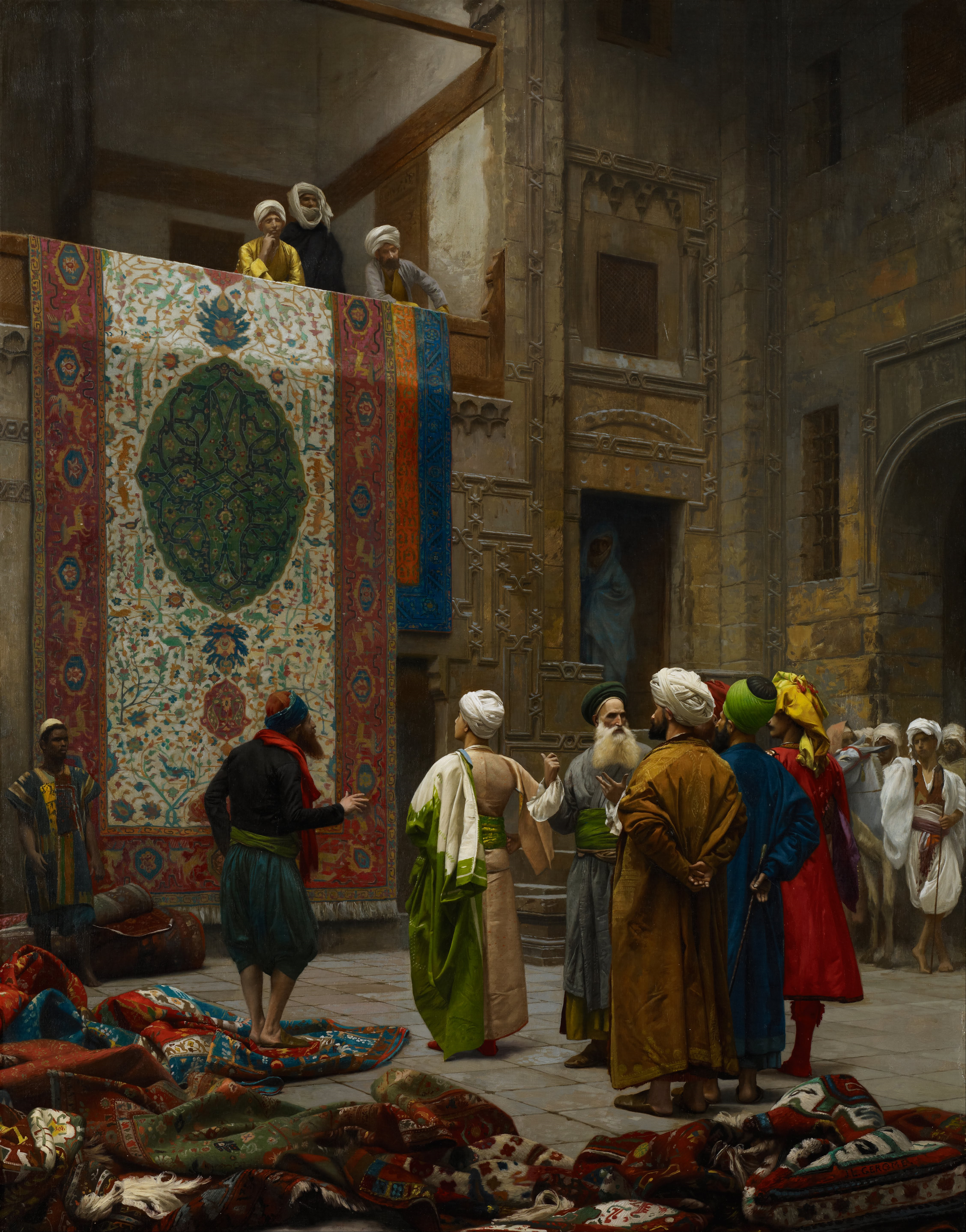
قالی‌فروشِ قاهره اثر ژان لئون ژروم
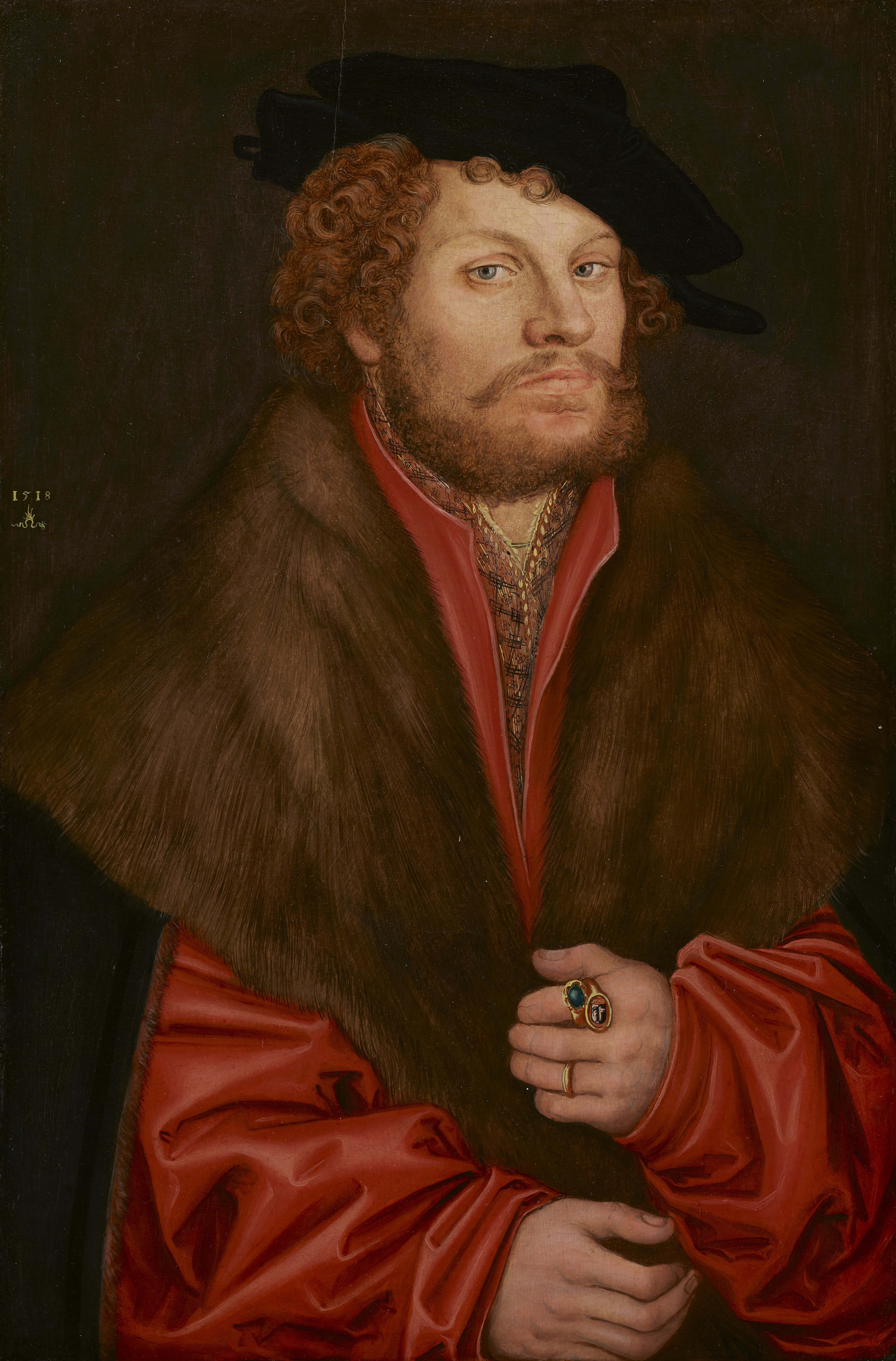
لوکاس کراناخ پدر، پرتره موریتز باچنر، ۱۵۱۸.
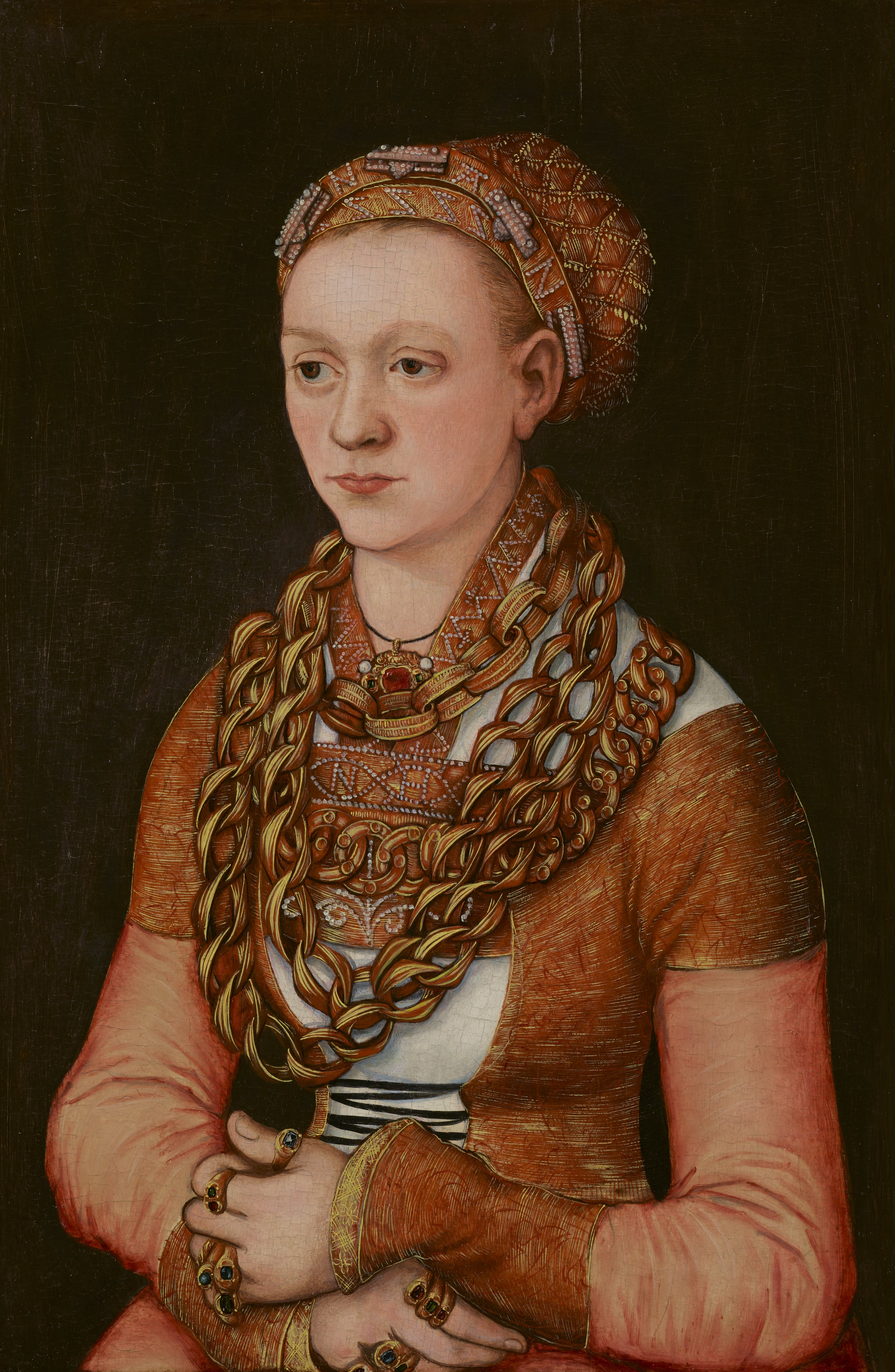
لوکاس کراناخ پدر، آنا باچنر، ۱۵۲۰.
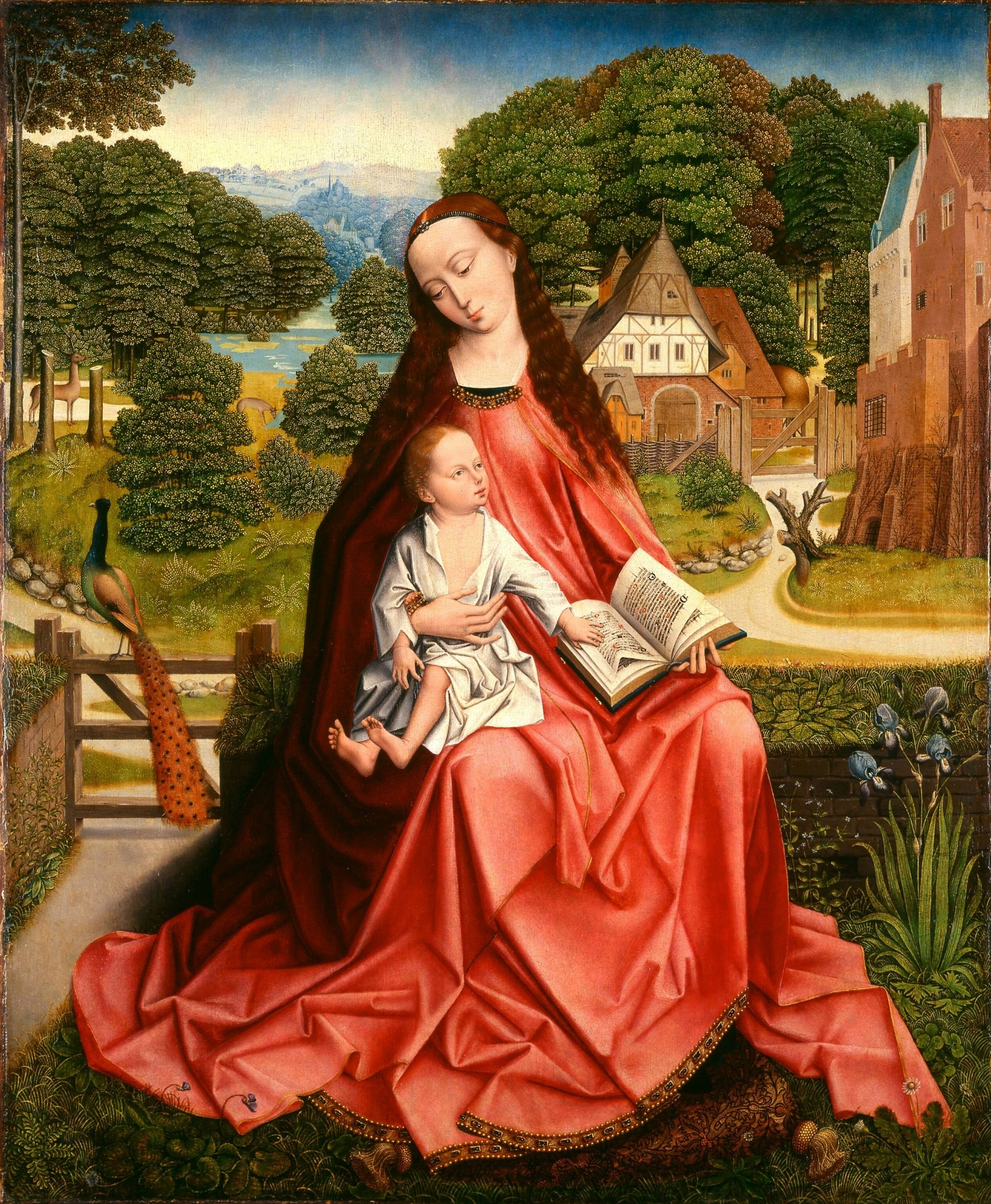
Master of the Embroidered Foliage، باکره و کودک در چشم‌انداز.، ۱۴۹۲-۱۴۹۸.
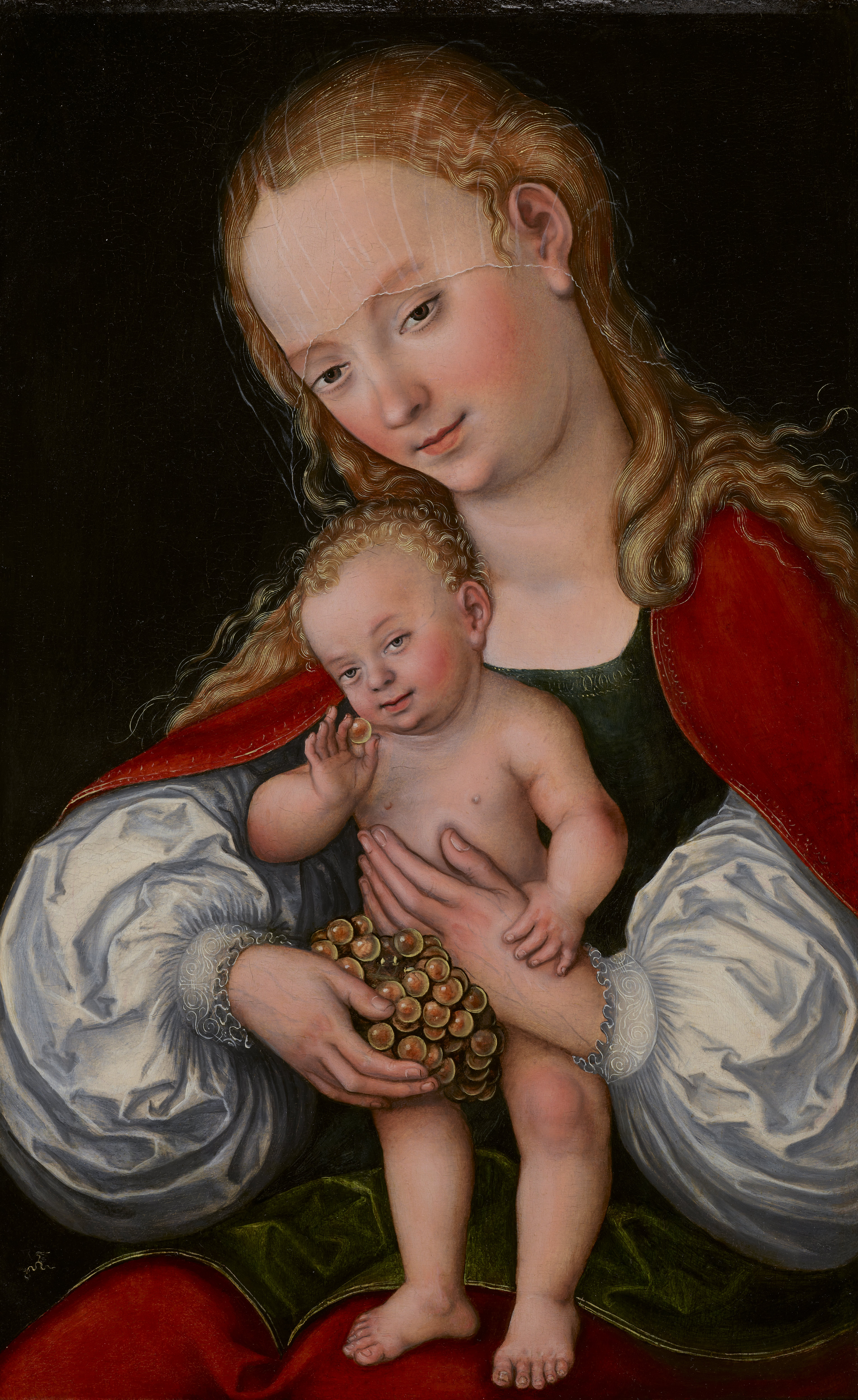
لوکاس کراناخ پدر، مدونا و کودک با انگورها، ۱۵۳۷.
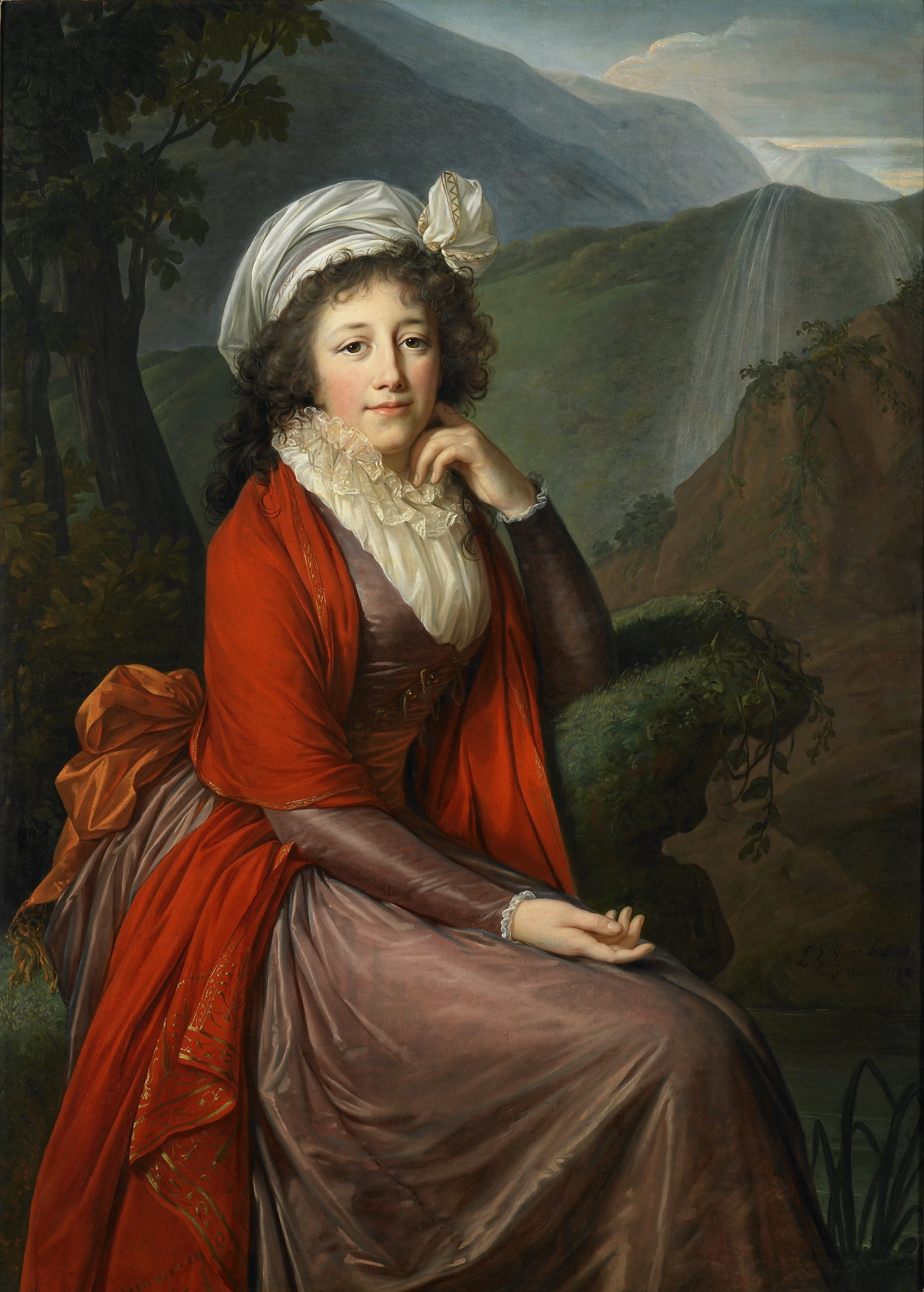
ماری کویس الیزابتMarie Louise Elisabeth, Vigée-Le Brun, Portrait de la comtesse Maria Theresia Bucquoi
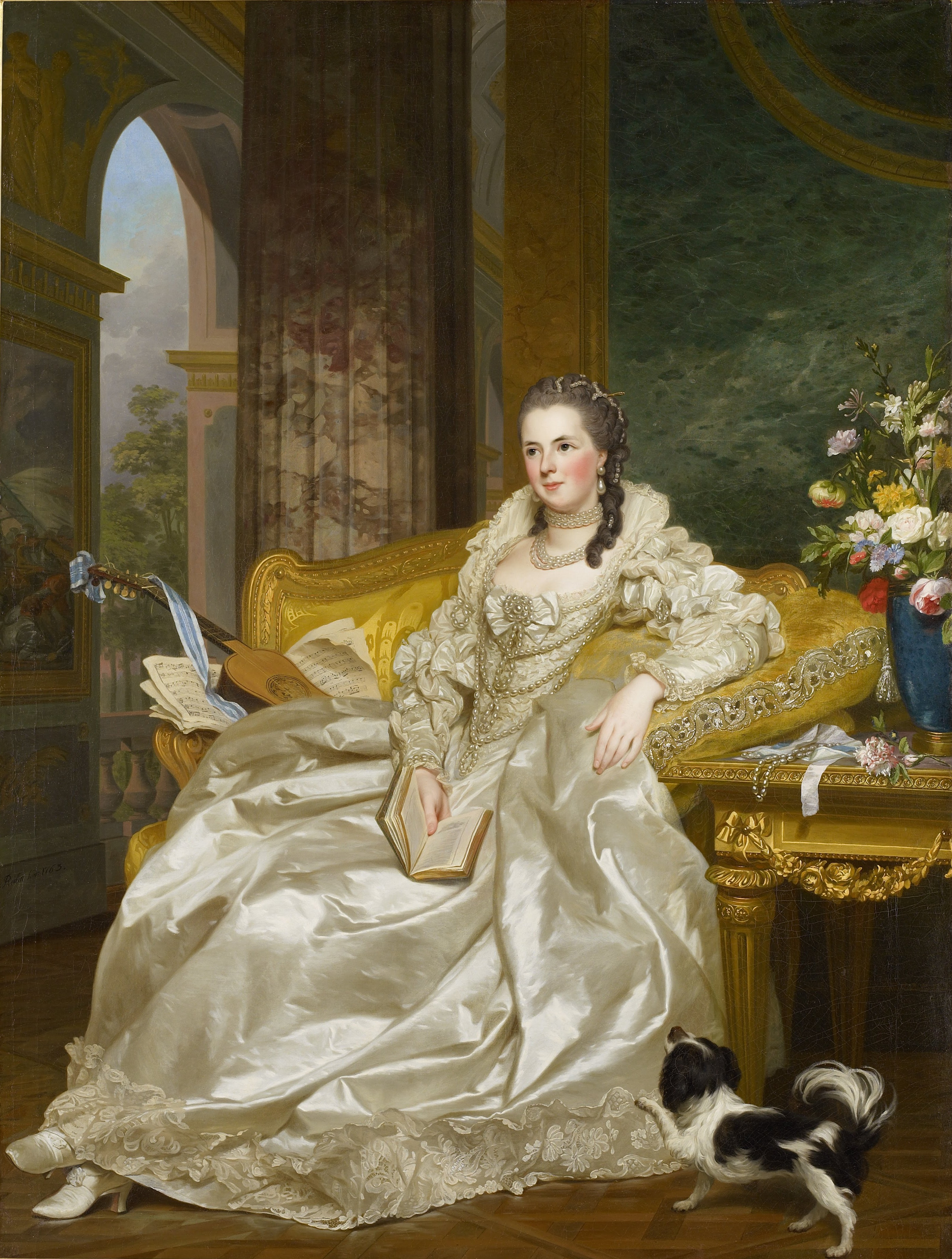
Alexander Roslin, The Comtesse d'Egmont Pignatelli in Spanish Costume, 1763
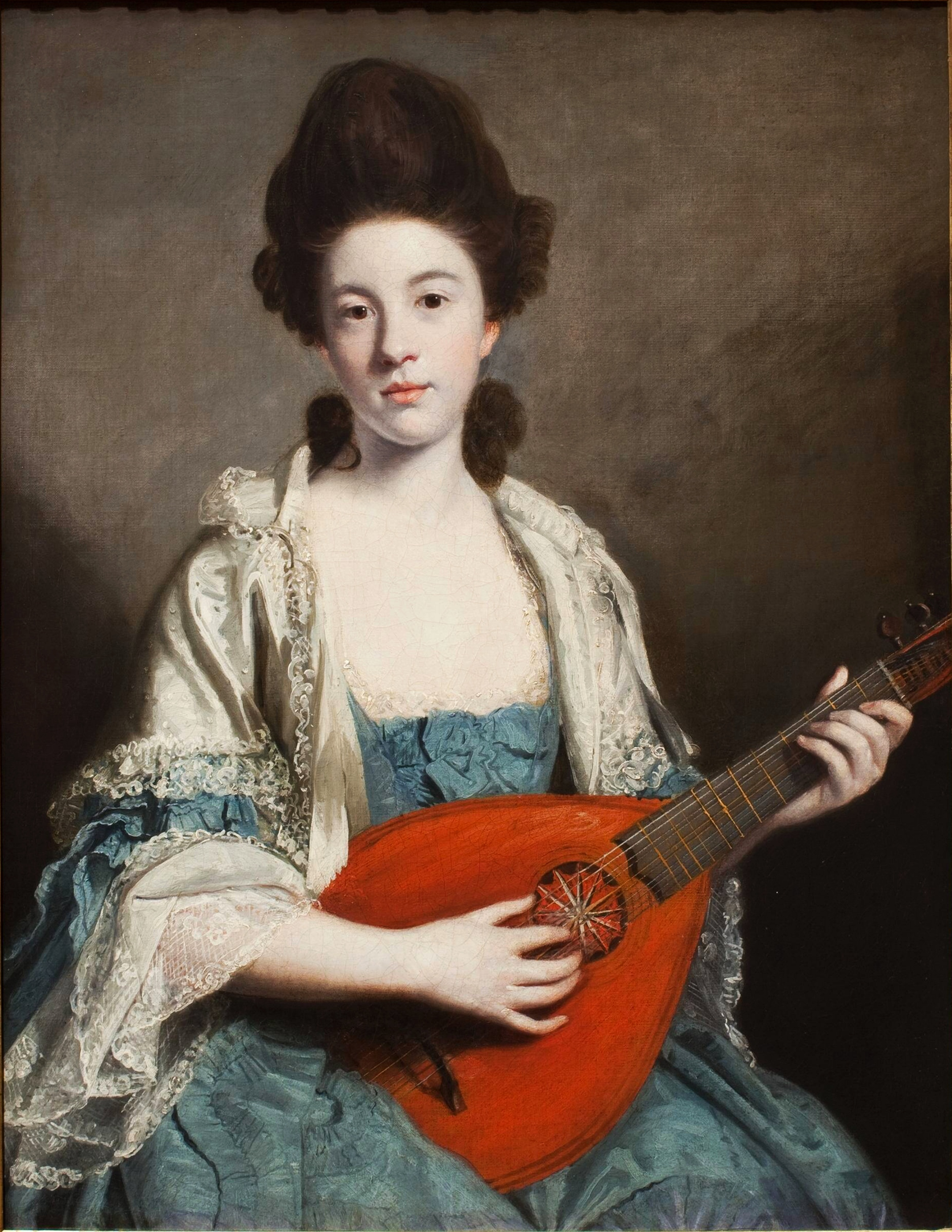
جاشوا رینولدز, Mrs. Froude, née Phyllis Hurrell playing an english guitar.
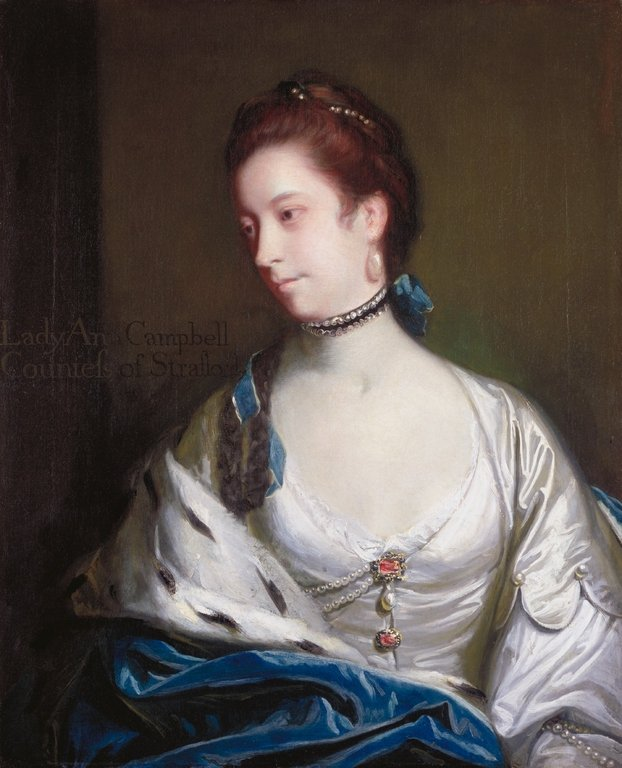
جاشوا رینولدز, The Countess of Strafford, 1745
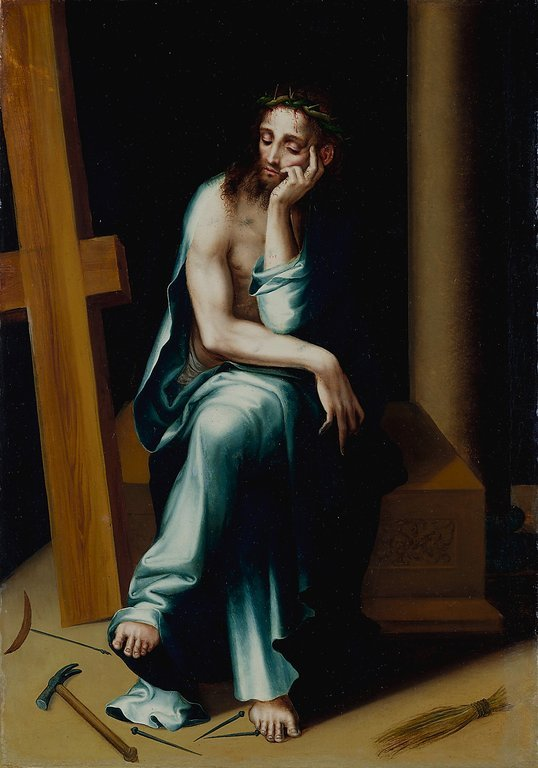
Luis de Morales, Man of Sorrows, c. 1560
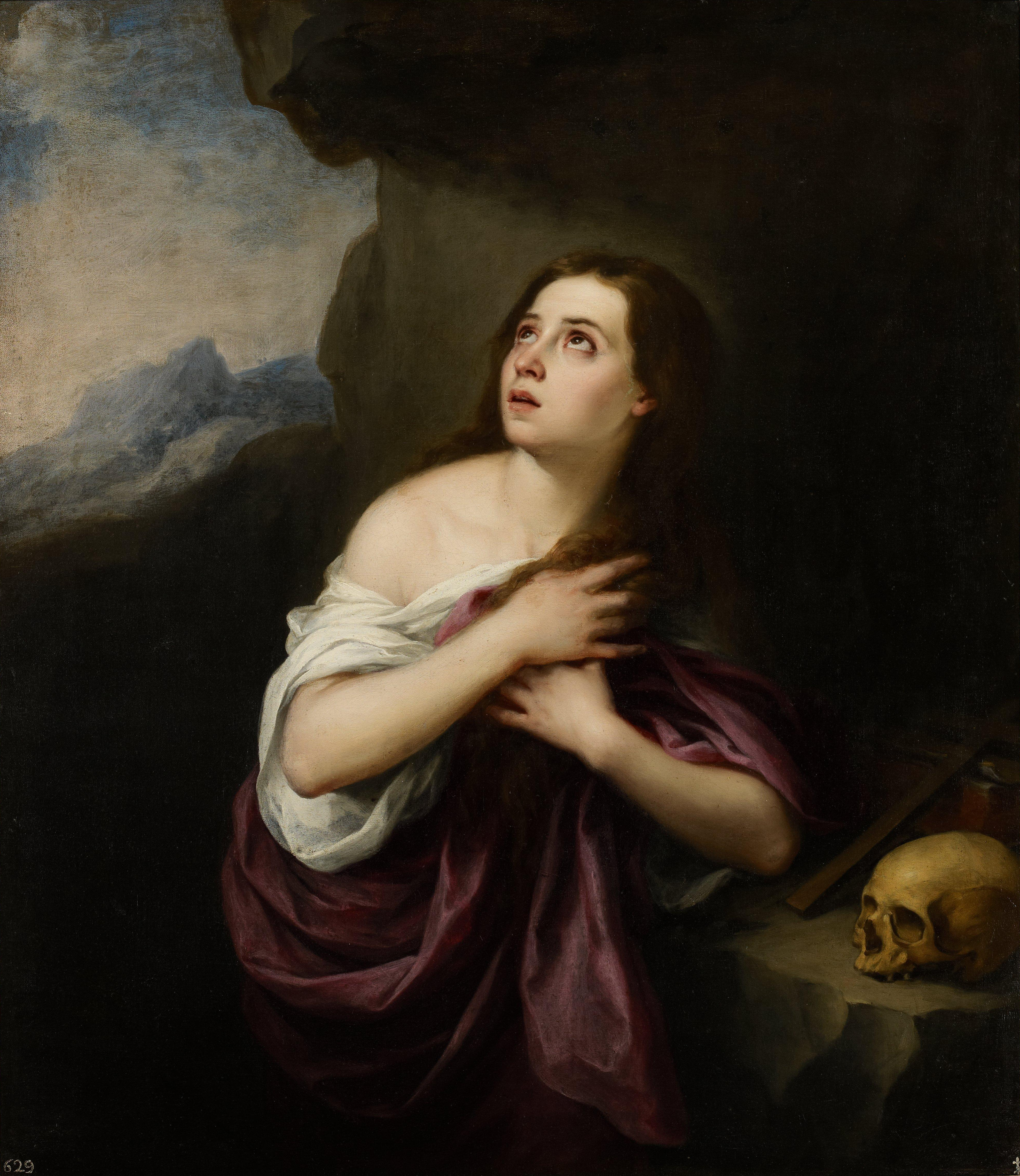
بارتولومه استبان موریلو, the Penitent Magdalene, c. 1665
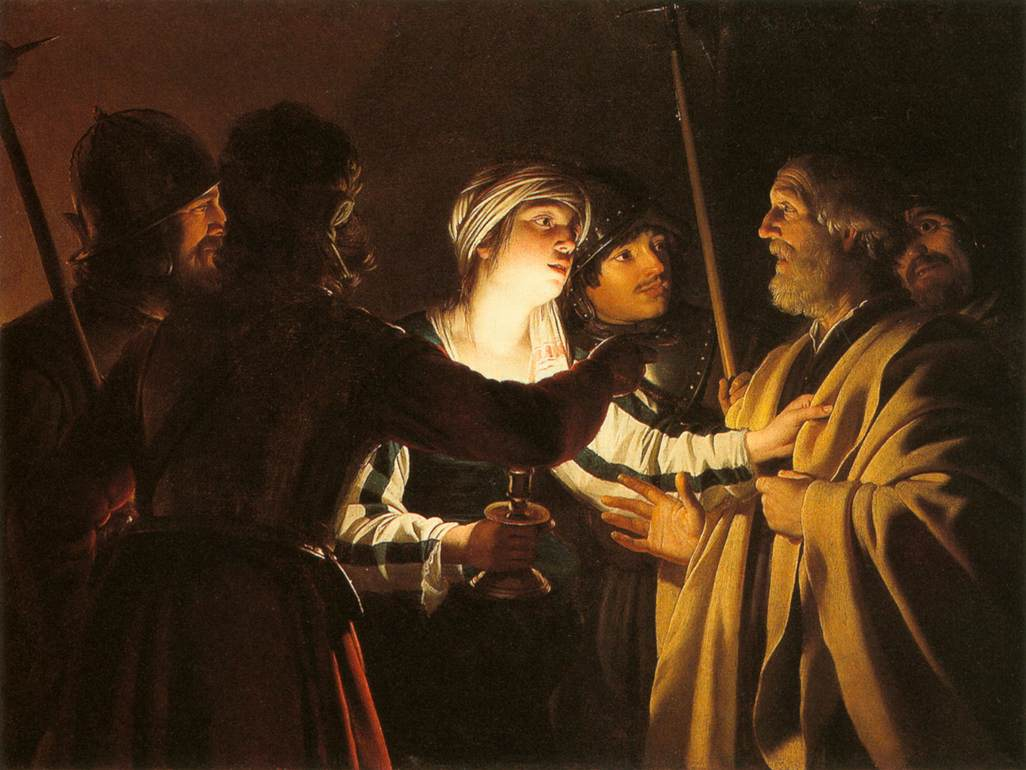
Gerard van Honthorst, The Denial of پطرس, 1622
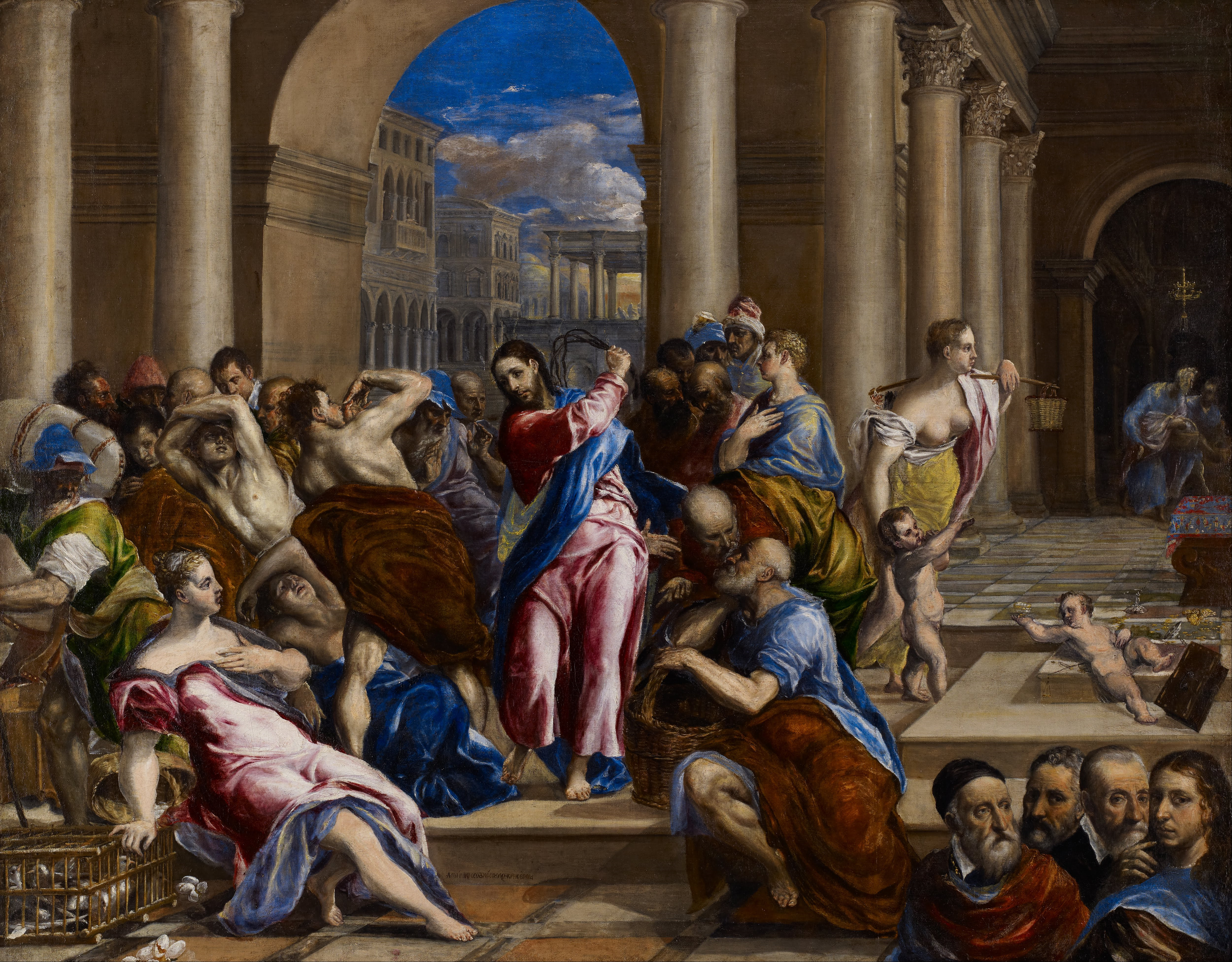
ال گرکو, Cleansing of the Temple, 1571
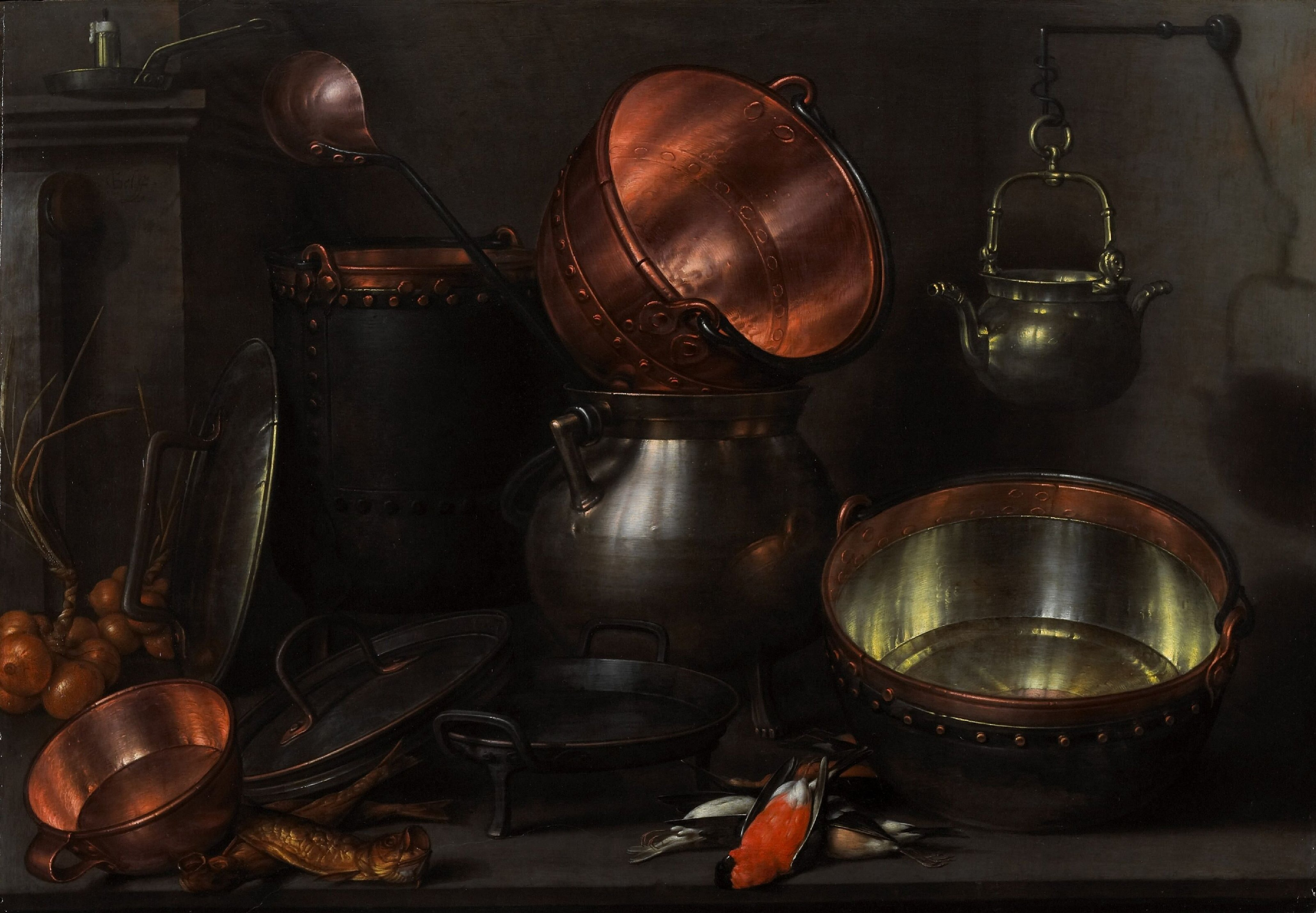
Jacob Willemsz Delff, Allegory of the Four Elements, c. 1600
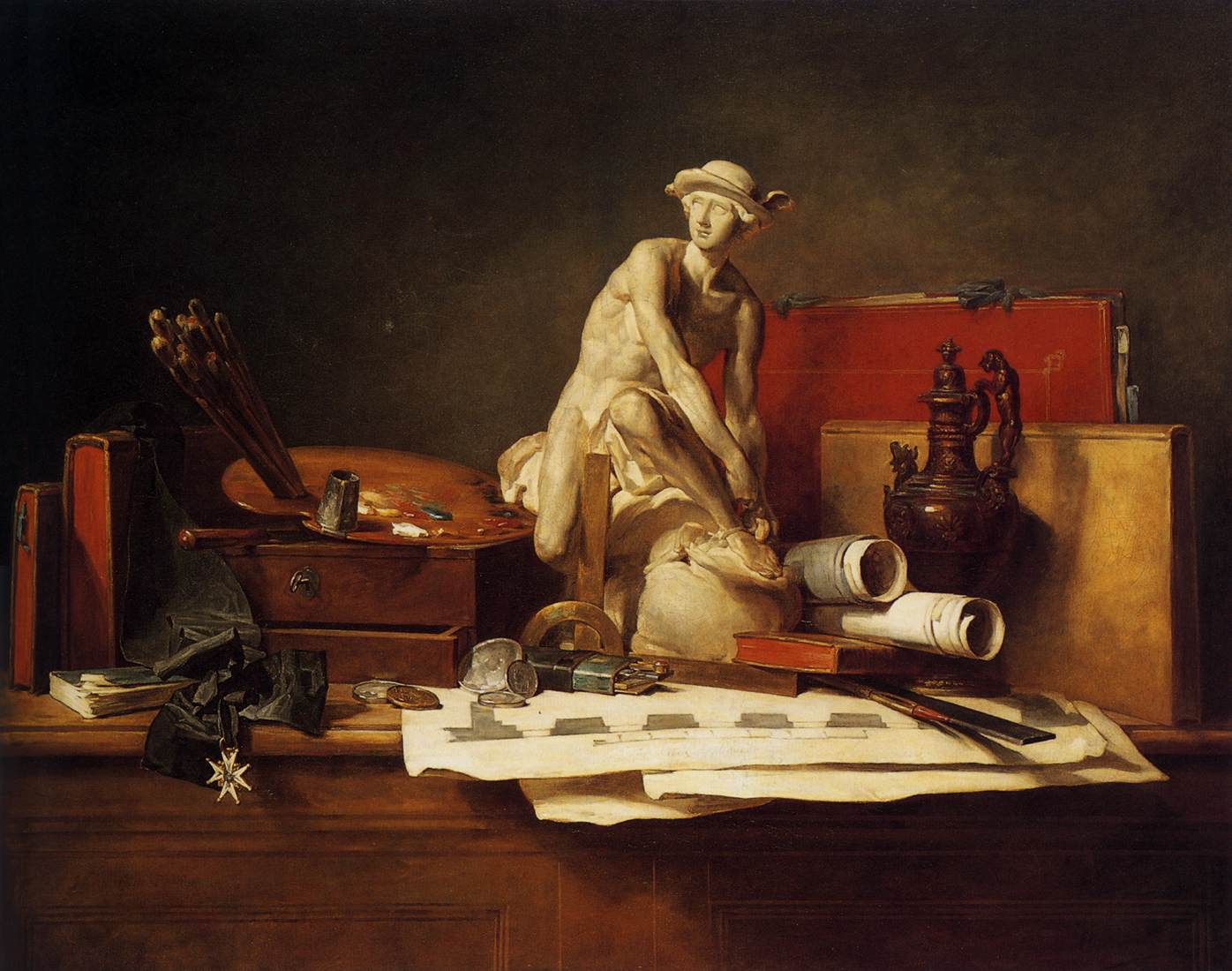
ژان باتیست سیمون شاردن, The Attributes of Art, 1766
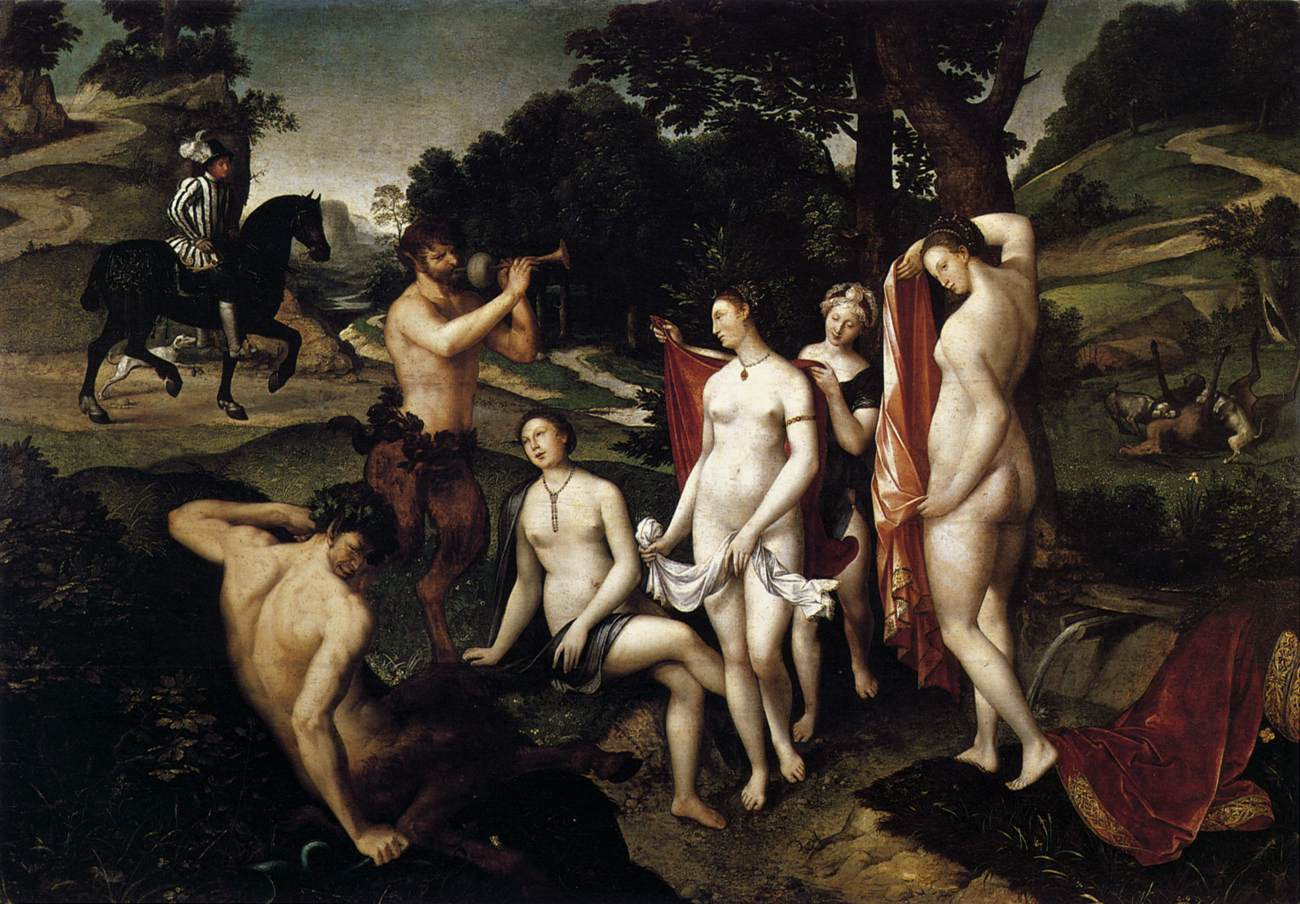
François Clouet, The Bath of Diana, 1550s
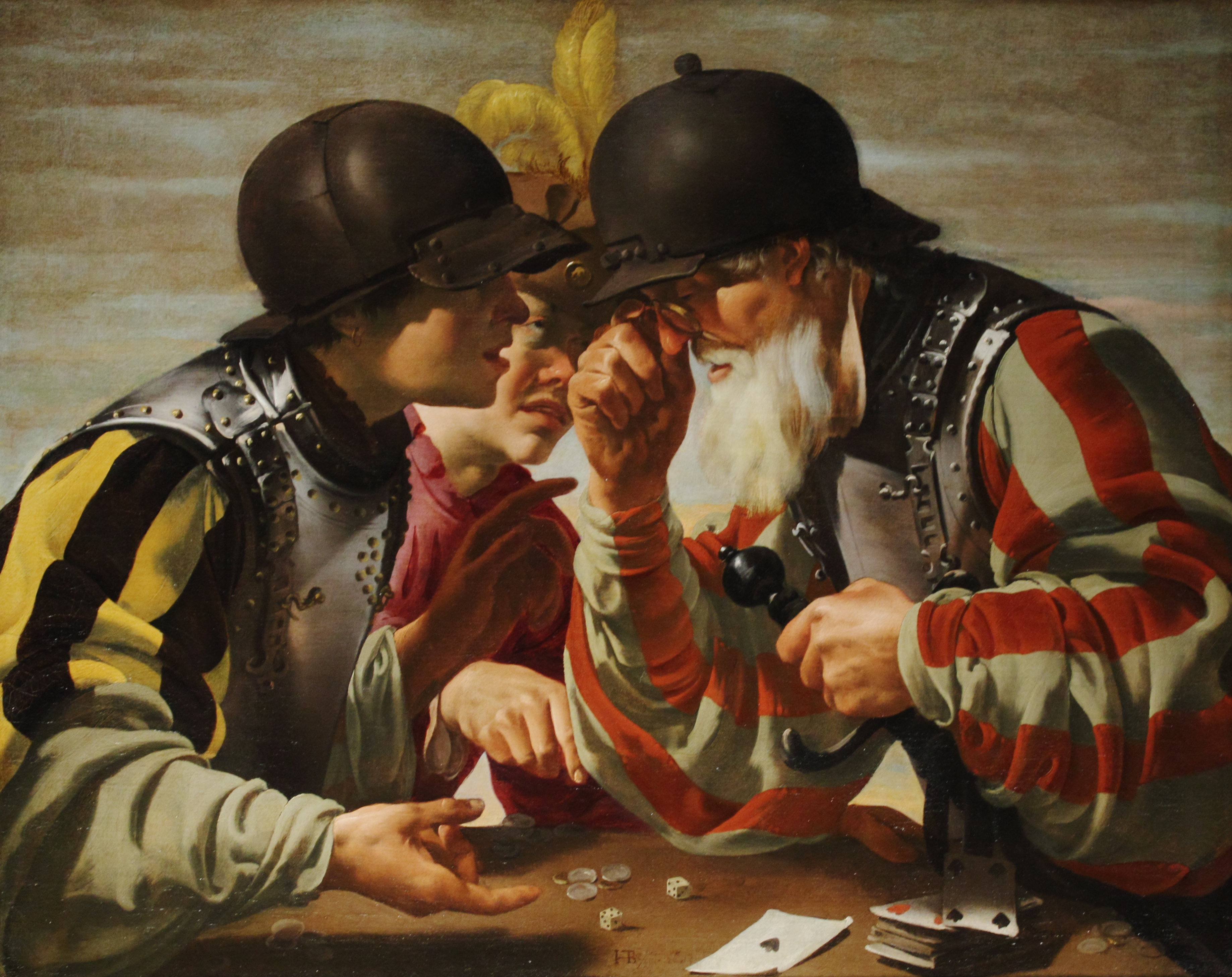
Hendrick ter Brugghen, Card players, 1623
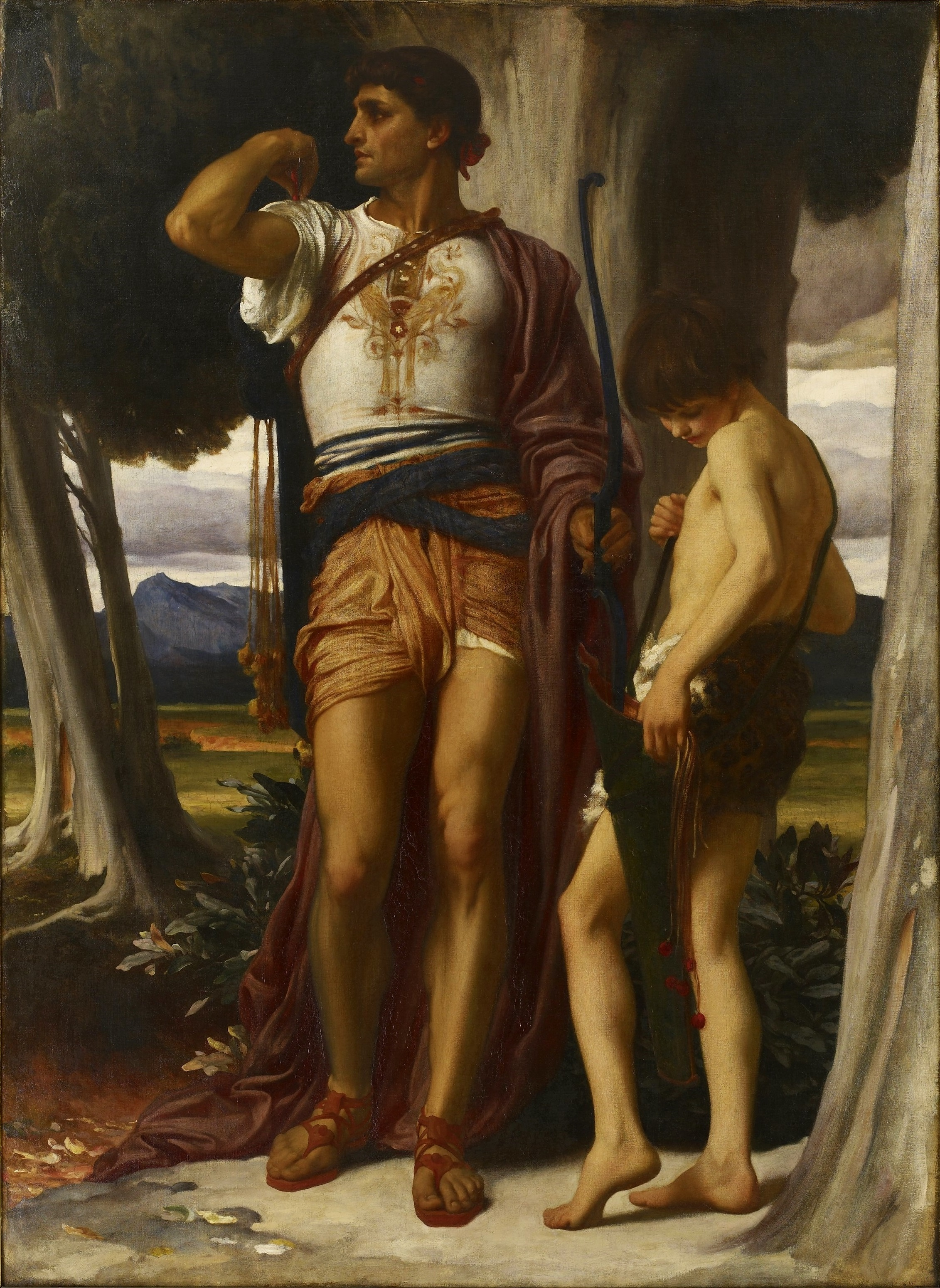
فردریک لیتون, Jonathan token to David, c.1868
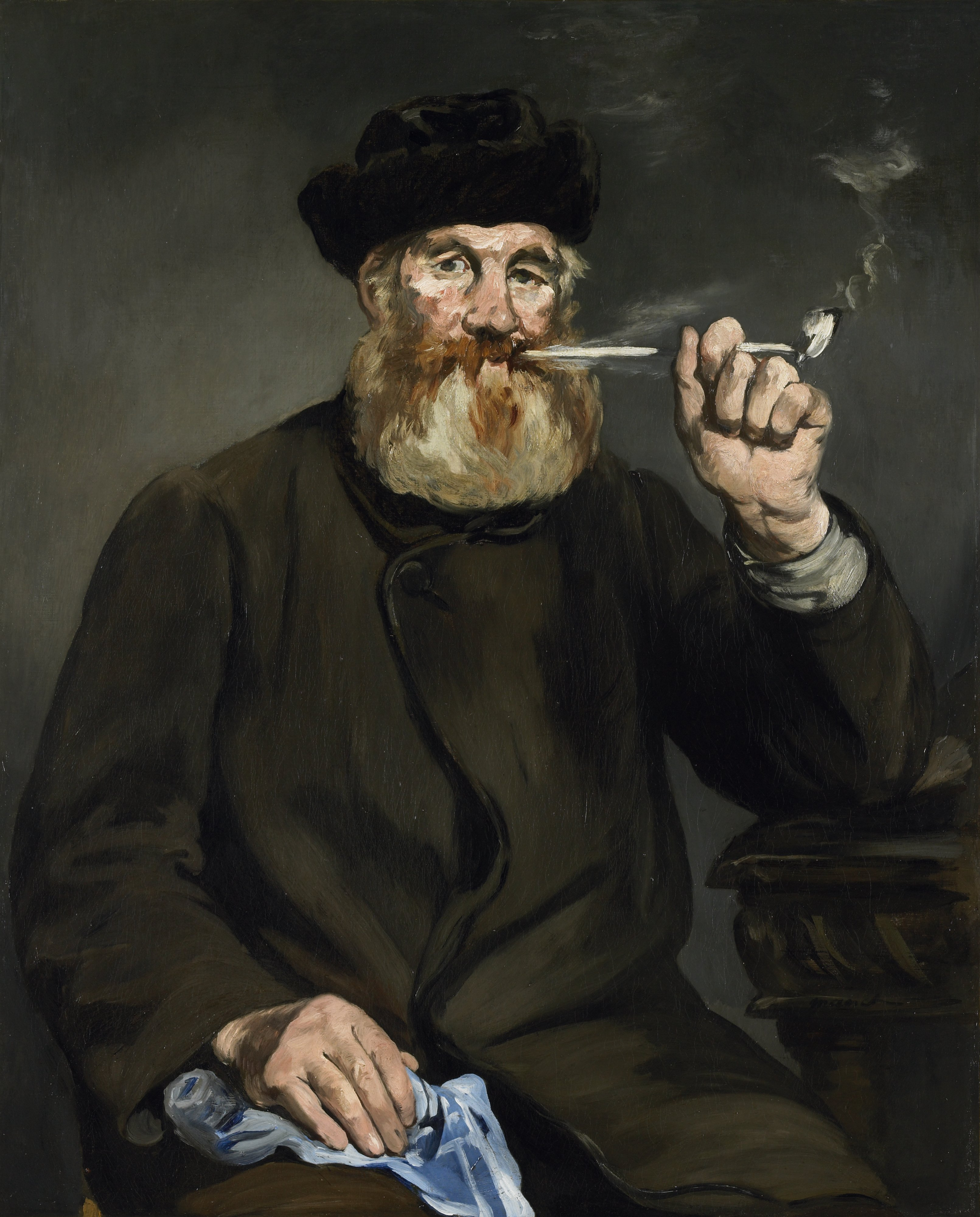
ادوار مانه, The Smoker 1866
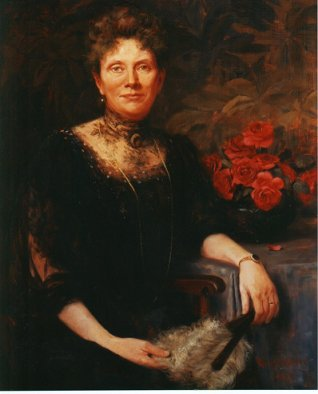
Robert Koehler, Portrait of Alvina Roosen 1900
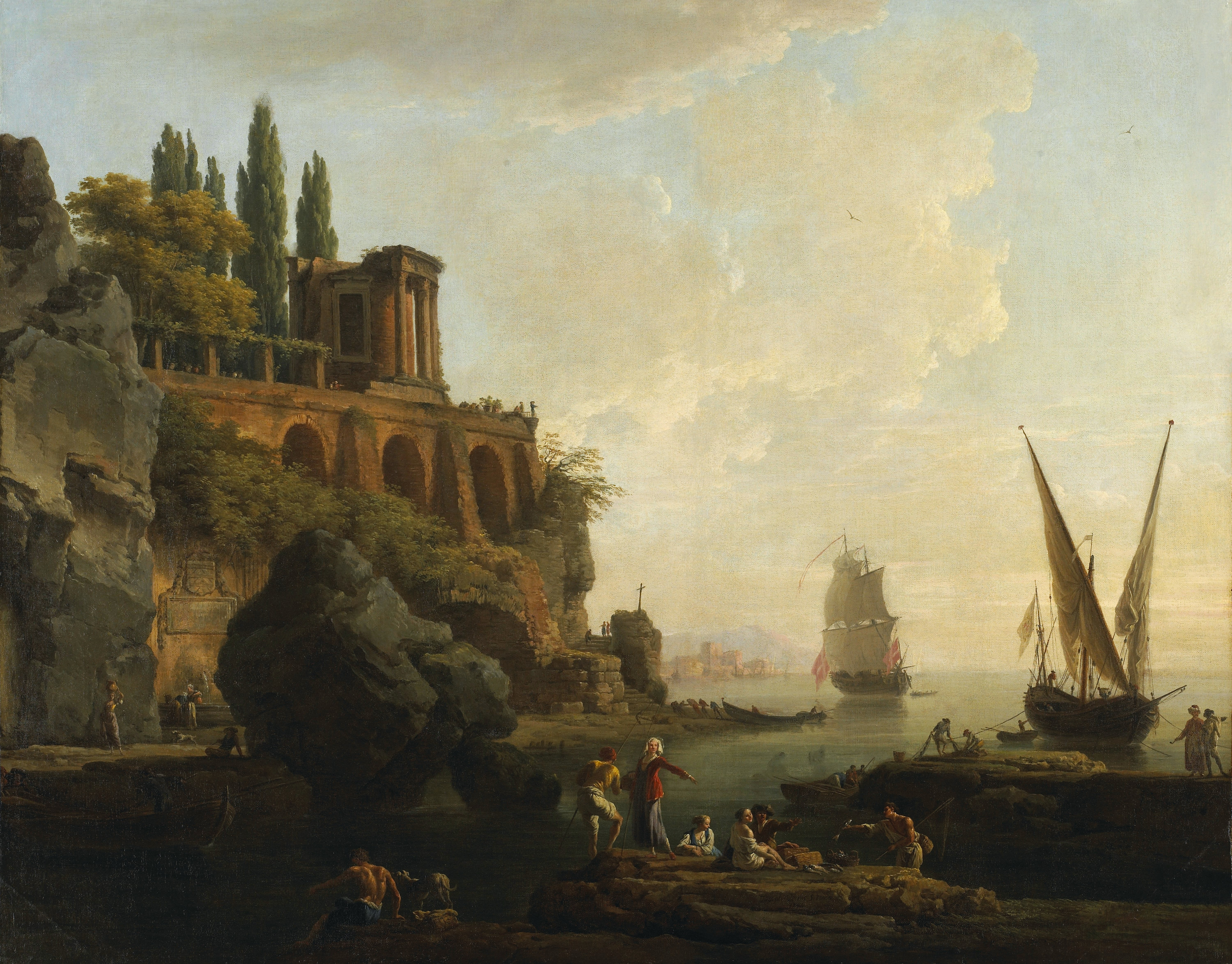
Claude Joseph Vernet Imaginary Landscape, Italian Harbor Scene, 1746
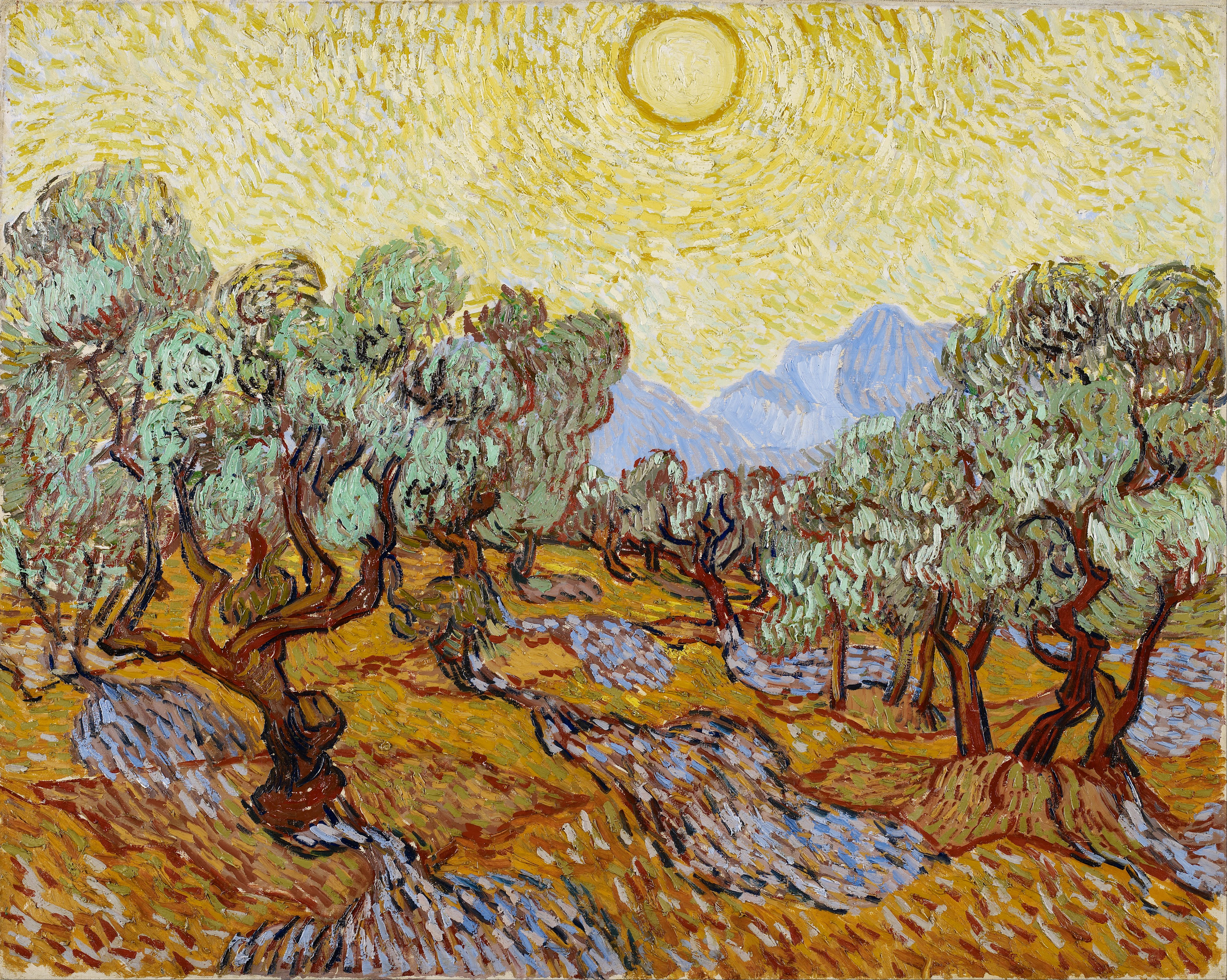
ونسان ون گوگ, Olive Trees Saint-Rémy, November 1889
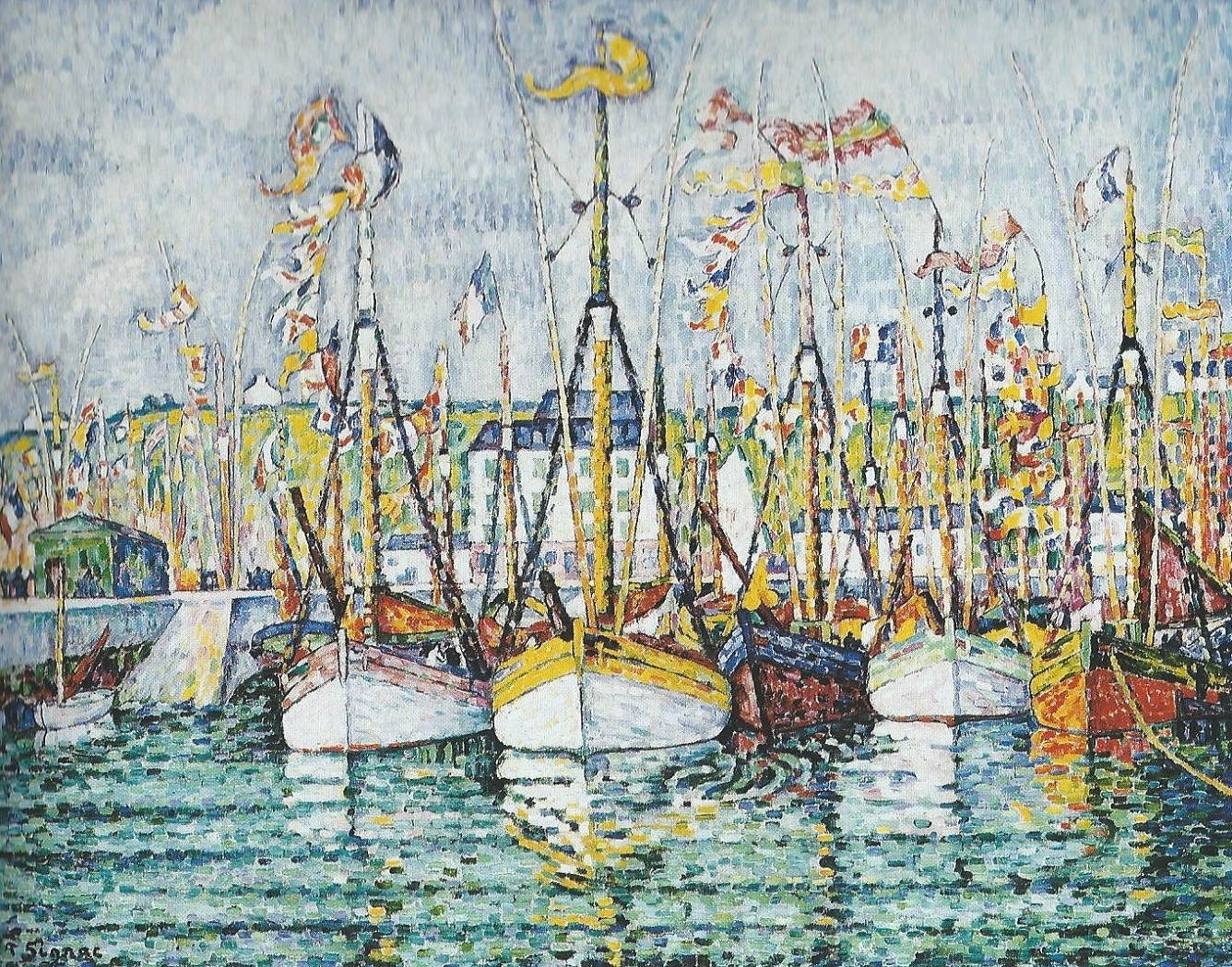
پل سینیاک, Bénédiction des thoniers à Groix, 1923
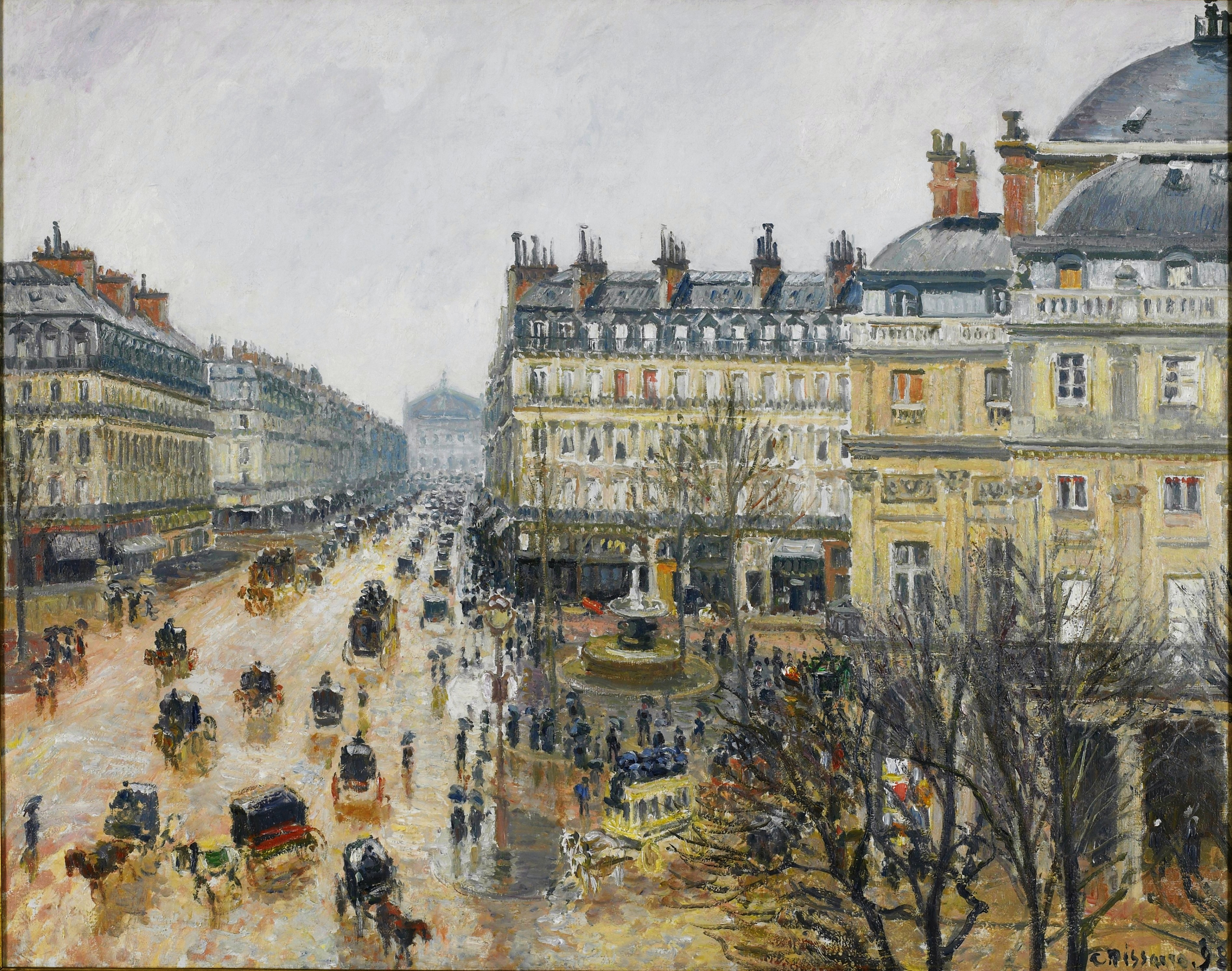
کامی پیسارو, Place du Théâtre Français, Paris, Rain, 1898
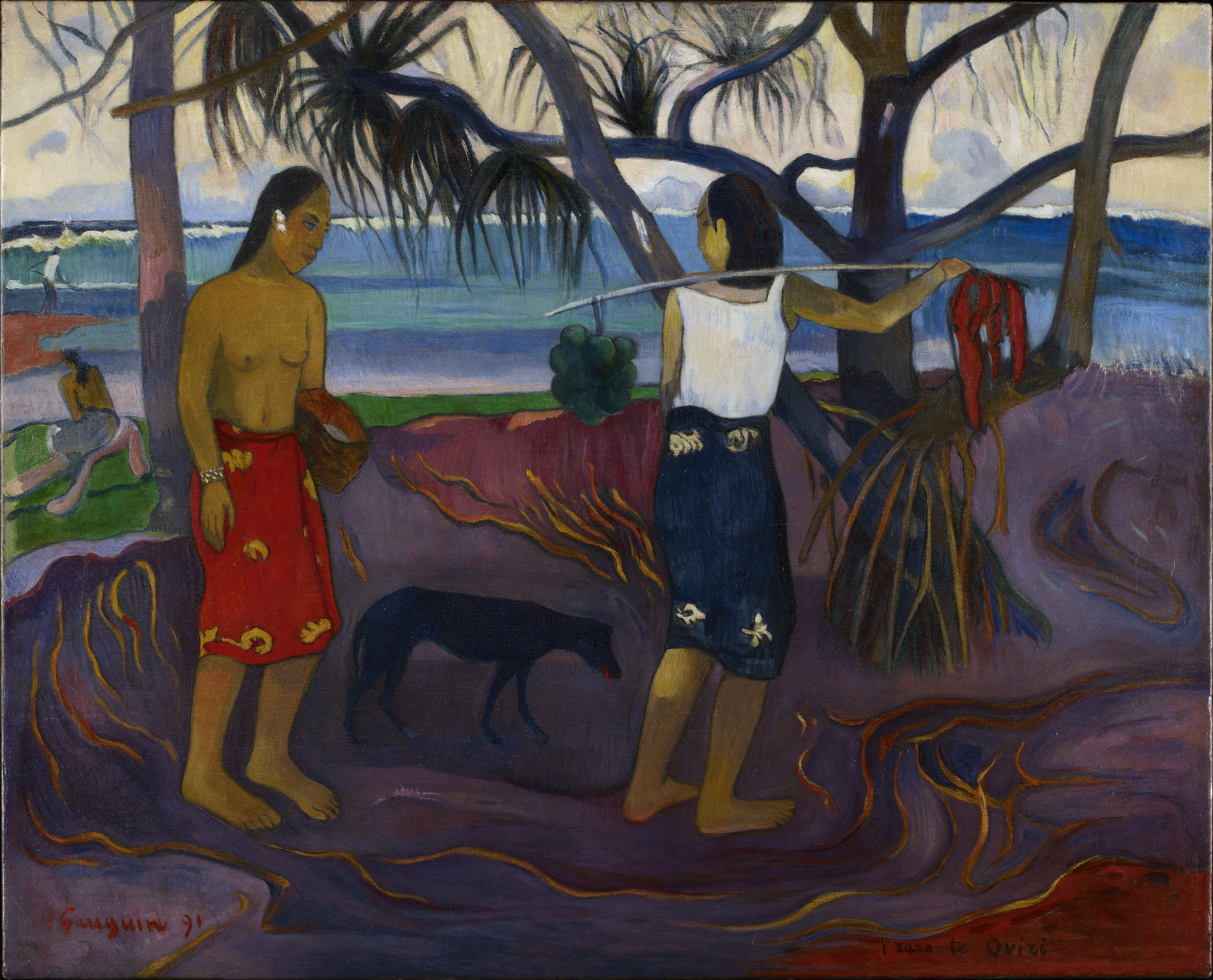
پل گوگن, Under the Pandanus II, 1891